# John La Galite
Pour les articles homonymes, voir La Galite et Sakka.
Œuvres principales
Zacharie
John La Galite, pseudonyme de Jean-Michel Sakka né selon les sources en 1952, ou 1959 à Carthage, en Tunisie, est un écrivain français de roman policier.

## Biographie
Après des études au lycée Carnot et de sciences à Paris, Jean-Michel Sakka prend le nom de plume de John La Galite, en référence à l'île de La Galite au nord de la Tunisie, pour écrire des polars qui paraissent initialement aux éditions Plon puis en autoédition. Son roman Zacharie reçoit en 1999 le Grand prix RTL-Lire,.

## Œuvre
- 1997 : Le Lézard vert, Plon
- 1999 : Zacharie, Plon – Grand prix RTL-Lire
- 2000 : Le Passager, Plon
- 2001 : La Femme du colon français, Plon
- 2001 : Mon nom est Kate Crow, Plon
- 2003 : Nirvana, Plon
- 2005 : La Fille qui lisait dans les rêves, Plon
- 2012 : La Porte des songes, KS éditions
- 2021 : Il était une fois l'Italie, Vargas éditions